# 2021年科技

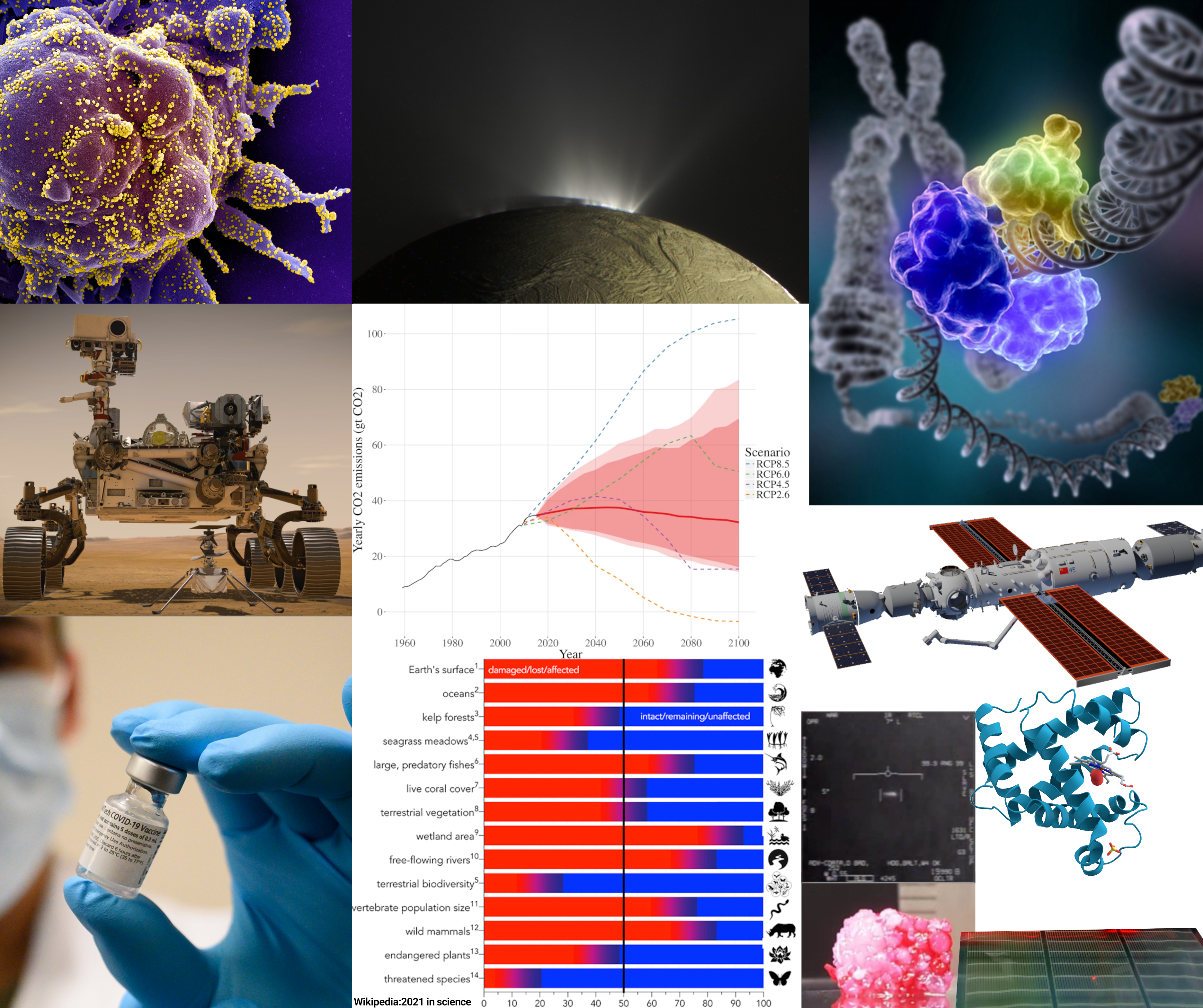
2021年科技

2021年科學技術領域所發生的一些重要事件。

## 重大事件
- Windows 11 发布
- 蘋果公司推出私密傳送功能
- 全球首次有主權國家（薩爾瓦多共和國）把比特幣列入為法定貨幣，並觸發當地反比特幣示威。
- mRNA疫苗首次大規模接種
- Facebook公司更名為Meta Platforms。

### 诺贝尔奖
- 物理學：真鍋淑郎、克勞斯·哈塞爾曼、喬治·帕里西
- 化學： 本亞明·利斯特、戴维·麦克米伦
- 醫學： 戴维·朱利叶斯、阿登·帕塔普蒂安
- 文學： 阿卜杜勒-拉扎克·古爾納
- 和平： 瑪麗亞·雷薩、德米特里·穆拉托夫
- 經濟學：戴维·卡德、乔舒亚·D·安格里斯特、吉多·因本斯